# Pericardite uremica
La pericardite uremica è una forma di pericardite. La causa principale della malattia è ancora poco chiara.

## Aspetti anatomici del pericardio
Il pericardio è un sacco fibroso relativamente avascolare composto da 2 strati, il pericardio parietale e viscerale, che coprono l'intera superficie del cuore fino alla porzione prossimale dei grandi vasi. Le arterie pericardiofreniche( rami dell'arteria mammaria interna) e i rami dell'aorta irrorano il pericardio. L'innervazione è data dai nervi frenici insieme alle fibre vagali del plesso esofageo. Gli strati sono separati da uno spazio riempito con circa 50 mL di fluido sieroso. Il liquido pericardico è un ultrafiltrato di plasma e ha un ruolo cardioprotettivo. La presenza di liquido in eccesso nello spazio pericardico può essere causato da insufficienza cardiaca congestizia o da uno stato infiammatorio.

## Epidemiologia
I primi studi che descrivono la pericardite uremica risalgono al 1836, attualmente quasi 8% dei pazienti uremici vanno incontro a pericardite uremica.
I pazienti con malattia renale allo stadio terminale (ESRD) possono sviluppare malattia pericardica, inclusa la pericardite e versamenti pericardici, e occasionalmente pericardite costrittiva cronica. I progressi nella gestione hanno ridotto l'incidenza della pericardite nei pazienti con insufficienza renale, ma questa patologia è ancora associata a significativa morbilità e mortalità occasionale. Sono state descritte due forme di pericardite nell'insufficienza renale:la pericardite uremica e la pericardite associata a dialisi, occasionalmente osservata in pazienti in emodialisi di mantenimento o dialisi peritoneale.

## Segni e Sintomi
Il dolore toracico a causa della pericardite si verifica in genere nel torace anteriore, peggiora con l'ispirazione e può essere associato a uno sfregamento pericardico. La valutazione iniziale dovrebbe comportare la presenza di infarto miocardico acuto, angina instabile e aneurisma aortico in espansione, poiché i pazienti in dialisi sono ad alto rischio di un evento cardiovascolare grave. L'oppressione respiratoria è comunemente osservata quando il pericardio e/o la pleura sono infiammate.

## Patogenesi
La pericardite uremica è un'infiammazione essudativa. Il pericardio è infiltrato dall'essudato fibrinoso. Questo è costituito da filamenti di fibrina e leucociti. La fibrina descrive una rete amorfa, eosinofila (rosa). I leucociti (globuli bianchi; principalmente neutrofili) si trovano all'interno dei depositi di fibrina e intrapericardici. È presente anche congestione vascolare. Per la visita ad occhio nudo, questa patologia viene definita "aspetto di pane e burro".

## Diagnosi

### ECG
Le modifiche ECG patognomoniche di pericardite si riscontrano nel 60% dei pazienti. I reperti comuni nella pericardite acuta non uremica comprendono un sopraelevazione diffusa del tratto ST nella maggior parte delle derivazioni (in particolare I, II, V5, V6) e depressione del tratto PR nella fase acuta. La normalizzazione del segmento ST e l'inversione diffusa dell'onda T si riscontrano negli stadi successivi. In particolare, i cambiamenti dell'onda Q associati all'infarto sono assenti nella pericardite con risoluzione dell'elevazione ST prima che si verifichi l'inversione dell'onda T.

### Ecocardiografia
L'ecocardiografia è la procedura diagnostica di scelta se si sospetta una pericardite acuta. L'ecocardiografia aiuta a valutare le alterazioni della funzione ventricolare o costrizione.

### Analisi di laboratorio
La pericardite uremica è associata ad azotemia e si manifesta in circa il 6-10% dei pazienti con insufficienza renale . Il BUN è normalmente> 60   mg / dL (normale è 7-20   mg / dL). Tuttavia, il grado di pericardite non è correlato al grado di BUN sierico o aumento della creatinina. La patogenesi è ancora poco compresa.

## Trattamento
La pericardite uremica viene efficacemente trattata con emodialisi e può risolvere i sintomi e ridurre le dimensioni di qualsiasi versamento pericardico, se presente.